# Lorenzo Guzzo
Lorenzo Guzzo (fl. XX secolo) è stato un calciatore italiano, di ruolo attaccante.

## Carriera
Con il Casale disputa 6 gare nel campionato di Prima Divisione 1923-1924.